# Mistrzostwa Oceanii w Zapasach 2008
Mistrzostwa Oceanii w zapasach w 2008, odbywały się w dniach 8-10 lutego w Australii w Canberze. W tabeli medalowej tryumfowali zapaśnicy z Australii.

## Wyniki

### Styl klasyczny
| Konkurencja         | Złoto               | Srebro           | Brąz          |
| Kategoria do 55 kg  | Farzad Tarash       | Elgin Elwais     | ----          |
| Kategoria do 66 kg  | Cory O’Brien        | Franson Gibbons  | Iki Ekeroma   |
| Kategoria do 74 kg  | Hassan Shahsavan    | Keitani Graham   | Masunu Pugeva |
| Kategoria do 84 kg  | Faamau Afele        | Lawrence Uwelur  | Vitaly Ogulev |
| Kategoria do 120 kg | Eoghn Julian-Tivoli | Florian Temengil | Philip Trani  |

Iwan Popow z Australii w wadze 96 kg był jedynym zgłoszonym zawodnikiem w swojej kategorii i nie został uwzględniony w tabeli jako złoty medalista.

### Styl wolny
| Konkurencja         | Złoto            | Srebro         | Brąz            |
| Kategoria do 55 kg  | Farzad Tarash    | Elgin Elwais   | ----            |
| Kategoria do 66 kg  | Gentian Balashi  | Katea Ueresi   | Franson Gibbons |
| Kategoria do 74 kg  | Ali Abdo         | Keitani Graham | Ali Masoudi     |
| Kategoria do 84 kg  | Sandeep Kumar    | Stephen Hill   | Lawrence Uwelur |
| Kategoria do 120 kg | Florian Temengil | Denis Roberts  | Philip Trani    |

Zawodnicy Australii, Cory O’Brien w kategorii 60 kg i Ian Wardell w wadze 96 kg byli jedynymi zgłoszonymi zawodnikami w swojej kategorii i nie zostali uwzględnieni w tabeli jako złoci medaliści.

### Styl wolny - kobiety
| Konkurencja        | Złoto        | Srebro           | Brąz |
| Kategoria do 55 kg | Kyla Bremner | Olena Bondarenko | ---- |
| Kategoria do 63 kg | Maria Dunn   | Lin Donevska     | ---- |

Desiree Craike z Nowej Zelandii, w wadze 51 kg, była jedyną zgłoszoną zawodniczką w swojej kategorii i nie została uwzględniona w tabeli jako złota medalistka.

## Tabela medalowa
Gospodarz mistrzostw został zaznaczony kolorem.
| Poz. | Państwo            |    |    |   | Łącznie |
| ---- | ------------------ | -- | -- | - | ------- |
| 1    | Australia          | 9  | 2  | 1 | 12      |
| 2    | Palau              | 1  | 4  | 1 | 6       |
| 3    | Samoa              | 1  | 0  | 1 | 2       |
| 4    | Guam               | 1  | 0  | 0 | 1       |
| 5    | Mikronezja         | 0  | 3  | 1 | 4       |
| 6    | Nowa Zelandia      | 0  | 2  | 1 | 3       |
| 7    | Wyspy Salomona     | 0  | 1  | 1 | 2       |
| 8    | Samoa Amerykańskie | 0  | 0  | 2 | 2       |
|      | Łącznie            | 12 | 12 | 8 | 32      |